# Leucopis hennigrata
Leucopis hennigrata is een vliegensoort uit de familie van de Chamaemyiidae. De wetenschappelijke naam van de soort is voor het eerst geldig gepubliceerd in 1978 door McAlpine.